# György Sárosi
György Sárosi (* 16. September 1912 in Budapest, Österreich-Ungarn; † 20. Juni 1993 in Genua, Italien, in Italien auch Giorgio Sarosi) war ein ungarischer Fußballspieler und -trainer. Er gilt als einer der herausragenden Stürmer der 1930er-Jahre.

## Karriere
Sárosi begann seine Karriere bei Mugyetemi At. und wechselte 1929 zum Ferencvárosi Torna Club, bei dem er bis zum Ende seiner aktiven Karriere 1948 blieb. In diesem Zeitraum gewann er mit seinem Verein fünfmal die ungarische Meisterschaft, fünfmal den ungarischen Pokal sowie 1937 den Mitropapokal. Während dieser Zeit wurde er dreimal ungarischer Torschützenkönig. Er bestritt 383 Meisterschaftsspiele für Ferencváros, in denen er 351 Tore erzielen konnte.
Im Mitropacup stand er mit seiner Mannschaft insgesamt viermal im Finale, war zweimal Torschützenkönig und ist mit 49 Toren in 43 Spielen der erfolgreichste Torschütze in der Geschichte dieses Bewerbes.
Als Nationalspieler bestritt er zwischen 1931 und 1943 insgesamt 62 Länderspiele für Ungarn, in denen er 42 Tore erzielen konnte. Dabei nahm er an den Weltmeisterschaften 1934 und 1938 teil. 1934 wurde er nur einmal im Viertelfinale eingesetzt und erzielte im Spiel gegen Österreich ein Tor durch einen Strafstoß, welches die Niederlage aber auch nicht verhindern konnte. 1938 bestritt er dann vier Spiele, in denen er fünfmal traf, darunter auch im Finale, welches gegen Italien verloren ging. Sárosi hat in jedem seiner fünf Weltmeisterschaftsspiele zumindest einen Treffer erzielt. Weiters war er erfolgreichster Torschütze im Europapokal der Fußball-Nationalmannschaften 1933 bis 1935 sowie in der abgebrochenen Konkurrenz 1936–1938. Im September 1937 gelangen ihm im Spiel gegen die Tschechoslowakei sieben Tore.
Nach seiner aktiven Karriere war er als Trainer in Italien tätig, wo er zunächst von 1948 bis 1950 die AS Bari betreute, ehe er nach einer kurzen Station bei Lucchese 1951 Juventus Turin übernahm und zum Meistertitel 1951/52 führte. 1953 wechselte er für zwei Saisonen zum CFC Genua und betreute danach von 1955 bis 1957 die AS Rom. Weitere Stationen in Italien waren der FC Bologna (1957/58), nochmals der AS Rom in der Saison 1958/59 sowie Brescia Calcio (1960/61). Danach war er noch Trainer beim FC Lugano in der Schweiz.
Sárosi wurde 1999 zu einem der 100 europäischen Spieler des Jahrhunderts gewählt und belegte bei der Wahl zum ungarischen Jahrhundertfußballer den fünften Platz.

## Erfolge

### Als Spieler (mit Vereinen)
- Sieger des Mitropapokals: 1937
- Sieger der ungarischen Meisterschaft: 1931/32, 1933/34, 1937/38, 1939/40, 1940/41
- Sieger des ungarischen Fußballpokals: 1932/33, 1934/35, 1941/42, 1942/43, 1943/44

### Als Spieler (individuell)
- Ungarns Fußballer des Jahres: 1941
- Torschützenkönig der Nemzeti Bajnokság: 1935/36 (36 Tore), 1939/40 (23 Tore), 1940/41 (29 Tore)
- Torschützenkönig des Mitropapokals: 1935 (9 Tore), 1937 (12 Tore)
- Torschützenkönig des Europapokals der Nationalmannschaften: 1933 bis 1935 (7 Tore), 1936 bis 1938 (10 Tore)
- Rekordtorschütze des Mitropapokals (49 Tore)

### Als Trainer
- Italienischer Meister: 1951/52